# Havneby
 For alternative betydninger, se Havneby (Rømø).
En havneby er en by som ligger tæt ved havet, og som typisk derfor er opstået i forbindelse med fiskeri og skibstransport. I Danmark er der for eksempel København, Kolding, Aarhus, Esbjerg, mens der i andre lande kan nævnes New York, Sydney og mange flere.